# NGC 4868
NGC 4868 (другие обозначения — UGC 8099, MCG 6-29-4, ZWG 189.8, KUG 1256+375, IRAS12567+3734, PGC 44557) — спиральная галактика (Sab) в созвездии Гончих Псов.
Галактика имеет относительно красный цвет и ранний морфологический тип. Яркость ядра, по-видимому, вызвана не активностью, а повышенным звездообразованием.
Этот объект входит в число перечисленных в оригинальной редакции «Нового общего каталога».